# Mohamed Tijani
Mohamed Tijani (Man, 10 luglio 1997) è un calciatore ivoriano naturalizzato beninese, difensore dello Yverdon.

## Caratteristiche tecniche
È un centrocampista difensivo.

## Carriera

### Club
Ha esordito fra i professionisti l'11 ottobre 2018 giocando con la maglia del Vyškov l'incontro di Coppa della Repubblica Ceca perso 5-1 contro il Viktoria Plzeň. Dal 2023 al 2025 gioca nella prima divisione svizzera all'Yverdon.

### Nazionale
Nel 2022 ha esordito in nazionale.

## Statistiche
Statistiche aggiornate al 26 novembre 2020.

### Presenze e reti nei club
| Stagione        | Squadra          | Campionato      | Campionato | Campionato | Coppe nazionali | Coppe nazionali | Coppe nazionali | Coppe continentali | Coppe continentali | Coppe continentali | Altre coppe | Altre coppe | Altre coppe | Totale | Totale | Totale |
| Stagione        | Squadra          | Comp            | Pres       | Reti       | Comp            | Pres            | Reti            | Comp               | Pres               | Reti               | Comp        | Pres        | Reti        | Pres   | Reti   |        |
| --------------- | ---------------- | --------------- | ---------- | ---------- | --------------- | --------------- | --------------- | ------------------ | ------------------ | ------------------ | ----------- | ----------- | ----------- | ------ | ------ | ------ |
| 2018-gen. 2019  | Vyškov           | FNL             | 0          | 0          | CRC             | 1               | 0               |                    | -                  | -                  |             | -           | -           | 1      | 0      |        |
| gen.-giu. 2019  | Vysočina Jihlava | FNL             | 13+2       | 0          | CRC             | 1               | 0               |                    | -                  | -                  |             | -           | -           | 16     | 0      |        |
| 2019-gen. 2020  | Vysočina Jihlava | FNL             | 14         | 1          | CRC             | 0               | 0               |                    | -                  | -                  |             | -           | -           | 14     | 1      |        |
| gen.-giu. 2020  | Sparta Praga     | 1L              | 2          | 0          | CRC             | 0               | 0               |                    | -                  | -                  |             | -           | -           | 2      | 0      |        |
| 2020-2021       | Slovan Liberec   | 1L              | 6          | 0          | CRC             | 0               | 0               | UEL                | 5                  | 0                  |             | -           | -           | 11     | 0      |        |
| Totale carriera | Totale carriera  | Totale carriera | 37         | 1          |                 | 2               | 0               |                    | 5                  | 0                  |             | -           | -           | 44     | 1      |        |